# 8534 Knutsson
8534 Knutsson eller 1993 FJ10 är en asteroid i huvudbältet som upptäcktes den 17 mars 1993 av den svenske astronomen Claes-Ingvar Lagerkvist vid La Silla-observatoriet i Chile. Den är uppkallad efter den svenske författaren Gösta Knutsson.
Asteroiden har en diameter på ungefär 7 kilometer och den tillhör asteroidgruppen Koronis.